# 格尔木黄耆
格尔木黄耆（学名：Astragalus golmuensis）为豆科黄芪属的植物，是中国的特有植物。分布在中国大陆的青海等地，生长于海拔4,100米至4,500米的地区，多生于山地，目前尚未由人工引种栽培。

## 异名
- Astragalus golmuensis Y. C. Ho var. paucipilis Y. H. Wu